# Alexander Zabel Ernst von Münchow
Alexander Zabel Ernst von Münchow (* 6. November 1746 in Eichenberge, Kreis Neustettin; † 2. April 1815 ebenda) war ein preußischer Landrat in Hinterpommern. Er stand von 1786 bis zu seinem Tod dem Kreis Neustettin vor.
Er stammte aus der uradligen Familie von Münchow. Sein Vater Daniel Heinrich von Münchow (* 1719; † 1791) war Erbherr auf den im Kreis Neustettin gelegenen Gütern Eichenberge und Dallenthin. Seine Mutter Ilse Marie († 1773) war eine geborene von Ramel.
Münchow diente von 1762 bis 1774 in einem Infanterie-Regiment der preußischen Armee, wo er zuletzt Leutnant („Sekonde-Lieutenant“) war. Bei seinem Abschied 1774 erhielt er den Charakter eines Hauptmanns. 
Nach dem Tod des bisherigen Landrats Georg Ernst von Kleist wurde Münchow 1786 zum neuen Landrat des Kreises Neustettin gewählt und nach bestandenem Examen vom König ernannt. Das Amt übte er bis zu seinem Tod 1815 aus. 
Münchow besaß die Güter Eichenberge und Wuckel. Er heiratete 1777 Friederike Louise, eine geborene von Münchow aus dem Hause Nemmin. In zweiter Ehe heiratete er 1801 Anna Sophia Charlotta, Tochter des Freiherrn Johann Friedrich Mordio von Berchem und Witwe des Geheimen Kriegsrats Werner Friedrich Abraham von Arnim.